# Polski Proces Cywilny
Polski Proces Cywilny – kwartalnik wydawany przez Towarzystwa Naukowe Procesualistów Cywilnych.
„Polski Proces Cywilny” poświęcony jest zagadnieniom z zakresu szeroko pojętego prawa procesowego cywilnego, łącznie z problematyką sądownictwa polubownego i mediacji oraz postępowania upadłościowego i naprawczego. W czasopiśmie publikowane są: artykuły, glosy i przeglądy orzecznictwa, analizy praktycznych zagadnień prawnych, odpowiedzi na pytania prawne, recenzje najważniejszych prac, opracowania na temat projektowanych rozwiązań normatywnych oraz informacje dotyczące środowiska procesowego. 

## Historia
W 1933 r. wydano pierwszy numer czasopisma „Nowy Proces Cywilny". Był to dwutygodnik poświęcony zagadnieniom wykładni i praktyki Kodeksu postępowania cywilnego. Komitet Redakcyjny Ściślejszy stanowili: Włodzimierz Dbałowski, Wacław Miszewski i jako przewodniczący Jan Jakub Litauer. W skład szerszego komitetu wchodzili ponadto: Maurycy Allerhand, Jan Hroboni, Stefan Sieczkowski, Mieczysław Stefko, Bronisław Stelmachowski, Anatol Waśkowski. Redagowaniem pisma zajmowała się trzyosobowa redakcja, którą kierował Włodzimierz Dbałowski (przewodniczący), a ponadto wchodzili do niej Michał Kornhauser i Feliks Zadrowski. Założycielem i wydawcą czasopisma było Wydawnictwo „Biblioteka Prawnicza” z siedzibą w Warszawie, przy ul. Senatorskiej 6, gdzie znajdowała się też siedziba redakcji. Druk wykonywany był natomiast w Drukarni „Antiqua”, St. Szulc i S-ka przy ul. Kaczej 7 i nie uległo to zmianie do 1939 r. W styczniu 1934 r. czasopismo zmieniło tytuł na „Polski Proces Cywilny”. Szata pisma oraz składy komitetów redakcyjnych wskazywały jednak wyraźnie, że to ten sam periodyk, znany jako „Nowy Proces Cywilny”. Ostatni zeszyt „Polskiego Procesu Cywilnego” pojawił się latem 1939 r. Pierwszy numer czasopisma w obecnym kształcie ukazał się we wrześniu 2010 r. staraniem wydawcy Towarzystwa Naukowego Procesualistów Cywilnych, wydawnictwa LexisNexis i Komitetu Redakcyjnego z redaktorem naczelnym prof. Karolem Weitzem na czele.

## Komitet Redakcyjny
- Katarzyna Gajda-Roszczynialska
- Paweł Grzegorczyk
- Krystian Markiewicz
- Monika Michalska-Marciniak
- Piotr Rylski
- Marcin Walasik
- Karol Weitz

## Rada Programowa
- Henryk Dolecki
- Tadeusz Ereciński
- Agnieszka Góra-Błaszczykowska
- Jacek Gudowski
- Janusz Jankowski
- Stanisława Kalus
- Miklós Kengyel
- Krzysztof Knoppek
- Kazimierz Lubiński
- Andrzej Marciniak
- Elwira Marszałkowska-Krześ
- Vytautas Nekrošius
- Henryk Pietrzkowski
- Piotr Pogonowski
- Andrzej Zieliński